# منطقة نجران
منطقة نجران هي إحدى المناطق الثلاث عشرةَ للمملكة العربية السعودية، تقع في جنوب غرب المملكة على الحدود مع اليمن. تبلغ مساحة منطقة نجران حوالي 360000 كم2، وبلغ عدد سكانها (592,300) نسمة حسب تعداد السعودية 2022. وعاصمتها هي مدينة نجران.
تشتهر بالزراعة، وبها سد وادي نجران، الذي يعد من أكبر السدود المقامة في السعودية إذ تصل طاقته التخزينية لحوالي 85 مليون مترًا مكعبًا، يكثر فيها الـنخيل، وأشهر آثارها المنطقة الأخدودية. الكثير من جبال نجران والمواقع التاريخية والأثرية والنقوش المتنوعة المليئة بالرسوم لم يتم التنقيب عنها وتوثيقها بعد.

## أصل التسمية
جاء ذكرها بصيغة «نجرن» في النصوص السبئية وحرفياً تعني «النجر» فالنون آخر اسم العَلَمْ هي أداة التعريف المطلق عند السبئيين  وكلمة «نجر» تعني الحار جداً أو الساخن  ولكن لا يمكن التأكد بشكل قطعي فالموضوع يحتاج لدراسات أوسع.
قال ياقوت الحموي:
| منطقة نجران | نجران في مخاليف اليمن من ناحية مكة، سمي بنجران بن زيدان بن سبأ بن يشجب بن يعرب بن قحطان. | منطقة نجران |

## التاريخ

### التاريخ القديم

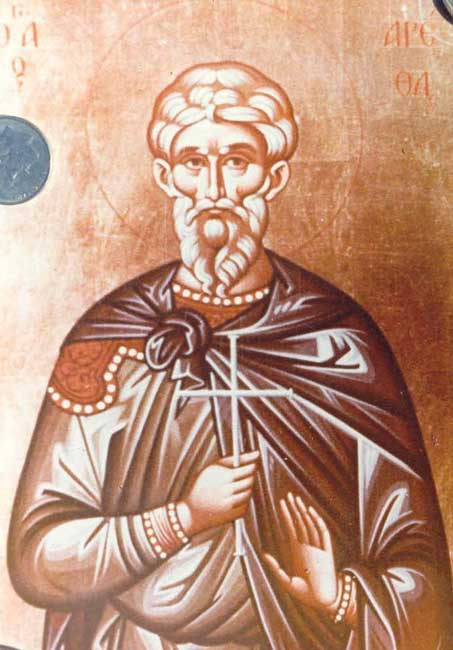
القديس حارثة ، أسقف نجران، تزعم مصادر سريانية أنه قُتل من قبل يوسف أسأر

حسب العدد الضئيل المُكتَشَف من نصوص خط المسند، فإن أقدم ذكر لنجران يعود للقرن الثامن ق.م وكان على نجران ملك يُدعَى عزرائيل حينها. تعرضت نجران لحملة عسكرية قاسية من مملكة سبأ، خلفت وراءها خمسة وأربعين ألف قتيل وثلاث وستين ألف أسير والاستيلاء على واحد وثلاثين ألف رأس من الماشية وإحراق كافة مدن وقرى نجران بالكامل.
النص الثاني الذي يشير إلى نجران، ورد خلال حياة الملك السبئي كربئيل وتر الأول وذكر أن قبيلة بنجران تُدعَى مهأمر وأنها «صارحته العداء» فقتل منهم خمسة آلاف نفس وأخذ اِثنا عشر ألف طفل رهينة منهم مقابل الولاء، وفرض عليهم جزية سنوية يؤدونها للإله السبئي المقه. كل هذه النصوص أُكتشفت في معبد الإله المقة في صرواح قرب مأرب.
كانت نجران مركزاً مهما في طريق البخور فقد كانت كل القوافل السبئية سواء تلك المتجهة نحو الشام ومصر أو تلك المتوجهة نحو العراق تتوقف في نجران مما زاد من ثراء وازدهار المنطقة وتجارها  وقد وصفها بطليموس بأنها (لاتينية:Metropolis متروبوليس) وكلمة «متروبوليس» قد تعني المزدحم والكبير وهي دلالة على نشاط المدينة التجاري وأهميتها في تلك العصور القديمة.
كانت من ضمن «الفيدرالية» -إن صح التعبير- السبئية وتحكم ذاتياً وتتبع مأرب سياسياً واقتصادياً وعسكرياً عن طريق ضرائب سنوية تدفعها «قبيلة مهأمر» لمركز الدولة في مأرب منذ القرن السادس ق.م على الأقل. فمنذ ذلك الحين، أقر السبئيون لهم حكماَ ذاتيًا ولم يجدوا حرجاً من وصف قبيلة مهأمر هذه المسيطرة على نجران لأنفسهم بالملوك.
ورد ذكر نجران مرة أخرى في النصف الثاني من القرن الأول ق.م وجاء فيها عن تمرد ضد الملك السبئي الذي ينتمي لقبيلة بكيل إيلي شرح يحضب، ورد في النص أن قائداً عسكرياً من حاشد يدعى «نوف» شن حملة لإخضاع التمرد أقدم خلالها على قتل 924 شخص، وأسر 662، وأستباح 68 مدينة، وأحرق ستين ألف حقل، ودفن 97 بئراً، وقدموا ألف طفل رهينة مقابل ولائهم، وتعهد بعدم الخروج على ملوك سبأ. ذكر الجغرافي اليوناني سترابو نجران: «وأنها أول مدينة سبئية تسقط أمام الرومان خلال حملة أيليوس غالوس المخفقة على العربية السعيدة في العام 25 ق.م».
ليس من الواضح مالذي حدث بعدها إلا أن الرومان انسحبوا قبل الوصول لـ«ماريبا» أو مأرب ولجأ سترابو لتبرير إخفاق صديقه غالوس كثيراً. ورد ذكر قبيلة يام ضمن الأعراب المحالفين لمملكة حضرموت بدايات القرن الثالث بعد الميلاد وهو أقدم نص بخط المسند يشير إلى قبيلة يام والنص الوحيد المكتشف حتى اللحظة.
ضُمَّتْ نجران لمملكة حِميَّر عقب انتصار الحميريين في الحرب الأهلية بقيادة شمَّر يهرعش. جاء ذكر نجران في نقش النمارة الذي دونه ملك مملكة الحيرة، ووصفها ملك المناذرة بـ«مدينة شمر»  لم يذكر قبيلة يام ولا يُعرف على وجه الدقة متى استوطنت تلك القبيلة المنطقة ولكنه ذكر مذحج ومعد ضمن القبائل قرب نجران. ورد نص حِميّري عن توجيه قوات من كندة ومذحج انطلقت من نجران للاستيلاء على القطيف والإحساء وتخليص نجد من قبضة المناذرة بعد غزوة الملك المنذري صاحب نقش النمارة وهزيمة تنوخ وختم النص بانتصار القوات وإجلائها المناذرة عن القطيف التي وصفها صاحب النص بأنها أرض فارسية. ونص حِميّري آخر لقوات من نجران توجهت نحو مملكة الأنباط وانتهت المعارك بانتصار الحميريين.
في العام 518 ظهر الملك يوسف أسأر يثأر الحميري وكان يلقب بملك كل الشعوب. يتضح من اسمه أنه كان يهوديا كسائر ملوك حمير. شن الملك يوسف الحميري حملات عسكرية على الأحباش الغزاة في ظفار يريم وهدم كنيستهم ثم توجه نحو المخا وقضى على الأحباش هناك ثم توجه نحو نجران وقد ناصرته كبرى قبائل اليمن قبائل همدان ومذحج وكندة ومراد وخلال حملاته العسكرية قتل يوسف اثنا عشر ألف من الأحباش، وأسر أحد عشر ألف وتسعين أسير من الغزاة الأحباش، وغنم مئتي ألف رأس من الإبل والبقر والضأن. وذكر في كتابته أنه رابط في تهامة في مكان وصفه بـ«حصن المندب» على البحر من جهة الحبشة، ولا شك أنه يقصد باب المندب، وقد وصف النقش قبيلة همدان وعربها بأنهم خيرة المقاتلين اليزنيين وذكر أسماء الأقيال سادة اليزنيين الذين ناصروا الملك يوسف وهم شميفع أشوع وابنه حيعت يرخم وأخيه شرحئيل أشوع وابنه مرثد يمجد وشرحبيل يكمل. ولا يُعرف الكثير عن تاريخ نجران القديم سوى الوارد في هذه الكتابات القديمة.

### بعد الإسلام
اِعْتَنَقَ أهل نجران الإسلام دون حرب في السنة العاشرة للهجرة. ففي السنة الثامنة أو التاسعة للهجرة قدم وفد نجران على الرسول يتقدمهم رئيس عشيرة بني الحارث حيث توصل الوفد مع النبي صلى الله عليه وسلم إلى التفاهم نيابة عن أهل نجران ومن ثم طلب الوفد من الرسول صلى الله عليه وسلم أن يرسل معهم رجلاً من أصحابه فأوفد معهم أبا عبيدة بن عامر بن الجراح. وفي السنة العاشرة للهجرة أوفد الرسول صلى الله عليه وسلم خالد بن الوليد مع 400 رجل إلى نجران، وفي السنة نفسها أسلمت كلًا من قبيلة بني عبد المدان على يد الإمام علي بن أبي طالب.

### التاريخ الحديث
وأثناء عدم الاستقرار السياسي في معظم مناطق الجزيرة العربية، تمكن أهل نجران بالتفرد بالحكم الذاتي لفترة ليست بالقصيرة، وخضعت لحكم السادة المكارمة زعماء الدعوة الإسماعيلية مع شيوخ قبائل يام، ولم تكن المنطقة خاضعة للدولة العثمانية. ودخلت في حروب مع الدولة السعودية الأولى أشهرها معركة الحاير، ودخلت نجران وقبائلها في صراعات كثيرة وحروب مع أئمة الزيدية في شمال اليمن، ووقعت معاهدة مع فيصل بن تركي في زمن الدولة السعودية الثانية.
وفي بداية القرن العشرين وبالتحديد في عام 1920 وقع الملك عبدالعزيز اتفاقية مع محمد الإدريسي تدخل بموجبها نجران وقبائل يام ضمن النفوذ السعودي، وفي 1927 ذكر الوفد السعودي للإمام يحيى حميد الدين أن نجران وشمالها ضمن الأراضي السعودية.
تطور الأمر إلى صراع في الثلاثينيات من القرن العشرين بين المملكة المتوكلية اليمنية والسعودية على منطقة نجران وبالتحديد في أبريل 1933 عندما بدأت قوات الإمام يحيى حميد الدين باحتلال نجران، وتخريب قواته لبعض القرى والمزارع فيها ما بين أبريل حتى نوفمبر من عام 1933.
انتهى الصراع بتوقيع معاهدة الطائف مع المملكة المتوكلية اليمنية في عام 1934 ورسمت الاتفاقية حدود الدولتين رسمياً، حيث احتفظت المملكة العربية السعودية بجازان بعد تسليم الأدارسة، وضمت منطقة نجران وكانت منطقة نجران آخر المناطق التي ضُمَّتْ إلى السعودية، وذلك بعد سنتين من إعلان قيام الدولة السعودية في عام 1932.
كانت نجران تحوي زعامات قبلية ضَمَّتْ كافة سكانها تحت لواء قبيلة يام في ثلاث رايات، ينضوي كل بطن من بطون يام ومن تحالف معها تحت راية محددة، ولكل بطون كبير من بطون يام الثلاث شيخ تعود له الأمور الكبيرة في شئون بلاد يام التي تعتبر نجران حاضرتها ومكون رئيسي فيها؛ وكانت عدد من العشائر الصغيرة من غير قبائل يام منضوية بشكل كامل ضمن هذه المشيخات الثلاث.
حين احتدم النزاع وأوشكت رحى الحرب أن تدور بين جيوش ابن سعود لضم كافة أجزاء جازان والمخلاف السليماني وحشد ابن سعود لأكبر جيش مدعم بالرجال والأسلحة والسفن بجوار جازان في ظل محادثات يائسة مع إمام اليمن، قرر إمام اليمن التعاون مع بعض الزعامات في نجران وعقد اتقاقيات خطية وأخرى شفهية مع بعض المشايخ ورفض بعضهم التعاون مع إمام اليمن فذهبوا ومدوا أيديهم إلى ابن سعود.
وبعد ضمان موطيء قدم في نجران تمكن جيش يحيى حميد الدين بقيادة ميدانية مباشرة من ابنه الحسن وتحت إشراف ابنه وولي عهده أحمد من دخول نجران بقوة تفوق خمسون ألف مقاتل دعمتهم السيارات بنقل المؤن من خلال صعدة وحتى وصولها إلى مشارف جبل أبو همدان في نجران.
سيطر الإمام على قرى نجران الشمالية مثل قرية هدادة والخانق وحبونا وبدر، ونشأت مقاومة شرسة مستمرة في شريط القرى النجرانية على ضفتي وادي نجران ساهم فيها معظم النجرانيين رغم ما سُمِّيَ بالمطاوعين ممن رضي طوعا أو كرها بوجود عساكر إمام اليمن في القرى النجرانية. لم تفلح المفاوضات السياسية فأعلن ابن سعود الحرب وتمكنت جيوشه في نجران وجازان من هزيمة جيوش إمام اليمن والأدارسة.
انتهى الصراع بتوقيع معاهدة الطائف مع المملكة المتوكلية اليمنية في عام 1934 ورسمت الاتفاقية حدود الدولتين رسمياً، حيث احتفظت المملكة العربية السعودية بجازان بعد تسليم الأدارسة، وضمت منطقة نجران.

## التقسيم الإداري

### إمارة المنطقة

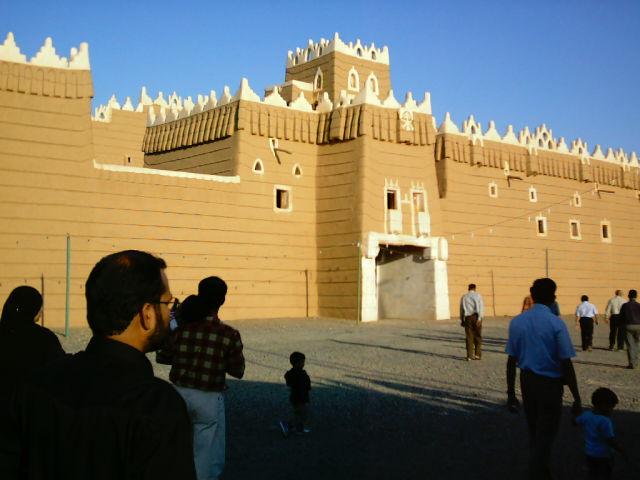
مبنى الإمارة التاريخي

أنشئت الإمارة عام 1353 هـ بعد توحيد المملكة العربية السعودية بسنتين وتتبع الإمارة لوزارة الداخلية السعودية وعاصمتها نجران وأميرها حاليًا الأمير جلوي بن عبد العزيز بن مساعد آل سعود.

### مهام الامارة
- تمثيل خادم الحرمين الشريفين في المنطقة.
- التأكد من تحقيق سير العدالة في المنطقة، وتنفيذ الأحكام القضائية بعد اكتسابها صفتها النهائية.
- حفظ الأمن والاستقرار في المنطقة.
- العمل على تطوير المنطقة اجتماعياً واقتصادياً وعمرانياً.
- كفالة حقوق الأفراد وحرياتهم في الحدود المقررة شرعاً ونظاماً.
- المحافظة على أملاك الدولة وأموالها.
- العمل على توفير الخدمات العامة بالمنطقة، بالتعاون والتنسيق مع مختلف الجهات الحكومية.
- ضمان جودة الخدمات التي تقدم للمواطنين بالمنطقة، والعمل على تطوير مستوى تلك الخدمات.
- تلقي شكاوى المواطنين، واستدعاؤهم عند الحاجة، والنظر في أمورهم، والعمل على تلبية مطالبهم وحل مشكلاتهم.

### محافظات المنطقة
توجد بمنطقة نجران سبع مدن ومحافظات رئيسية هي:
- نجران وهي عاصمة المنطقة وأكبر مدنها.
- شرورة.
- حبونا.
- محافظة ثار.
- يدمه.
- بدر الجنوب.
- خباش.

## الجغرافيا

### الموقع
تقع منطقة نجران في الجزء الجنوبي الغربي من المملكة العربية السعودية، في الأطراف الشرقية لمنطقة الدرع العربي التي تمتد عبر المنطقة الواسعة من الأردن حتى أقصى جنوب الجزيرة بين خطي عرض 17و20 درجة شمالا وخطي طول44 و52 درجة شرقا.

### المساحة
وتبلغ مساحتها حوالي 365000 كم2.

### التضاريس
وقوعها المميز يشمل ثلاث بيئات جغرافية:
* منطقة سهلية:
خصبة تقع في وسط نجران وتمثل الثقل التاريخي والبشري تضم العديد من الأودية، أشهرها وادي نجران.
* منطقة جبلية:
في الغرب وفي الشمال ويتراوح منسوب المرتفعات في منطقة نجران بين 900 و1800م عن سطح البحر ويحيط بمنطقة نجران جبال من الشمال ومن الجنوب بارتفاعات شاهقة تقلُّ كلما اتجهنا شرقاً إلى أن تغور في رمال الربع الخالي وتتميز بالجو المعتدل صيفا وتضم العديد من المنتزهات الجميلة وأشجار السدر الظليلة وتتركز فيها محافظات ومراكز هامة: محافظة حبونا - محافظة بدر الجنوب - محافظة يدمه - محافظة ثار التي يوجد بها ثروة معدنية أهمها المنجم الخاص بالمعادن (أهمها الذهب) والذي يقع في الجوشن التابع لمركز الصفائح كما أن العديد من الجبال تتميز بصخور الغرانيت التي تنتج الرخام والغرانيت الذي يغطي إنتاجه قسم كبير من احتياجات المملكة.
* منطقة رملية:
في الشرق وهي جزء من صحراء الربع الخالي ويقع في القسم الثالث من تلك التضاريس أهم محافظات المنطقة وهي محافظة شروره التي تبعد عن المنطقة الرئيسية 330 كم ومحافظة الخرخير التي تبعد عن المنطقة 750كم تقريباً.

### المناخ
تميز مناخ منطقة نجران بالتباين تبعاً لاختلاف مناسيب التضاريس ويتصف بصورة عامة بأنه حار صيفاً مع سقوط الأمطار على المنطقة الجبلية ومعتدل يميل للبرودة في فصل الشتاء، وتترواح درجات الحرارة في متوسطها صيفاً وشتاءً بين 14 و37 درجة مئوية، وتسود المنطقة الرياح الشرقية في فصل الشتاء والرياح الشرقية والجنوبية الشرقية في الربيع والرياح الشمالية الشرقية في الصيفية ويبلغ متوسط سرعة الرياح 6,6 كم / ساعة.

## السكان
تعداد 2022: بلغ عدد منطقة نجران (592,300) نسمة حسب تعداد السعودية 2022، وعدد السعوديين (394,976) نسمة بنسبة 66,7%، وعدد غير السعوديين (197,324) نسمة بنسبة 33,3%.
وبلغ عدد سكانها 595,705 نسمة حسب إحصائيات عام (2018)م.
قدر عدد سكان منطقة نجران 505,652 نسمة عام 2010.

## الثقافة والتراث

### مؤسسات ثقافية
- جمعية الثقافة والفنون.
- نادي نجران الأدبي.
- مكتبة نجران العامة.

### التراث المعماري

أحد البيوت الطينية التراثية بنجران

يعد التراث العمراني في منطقة نجران شاهدا على حضارة المنطقة عبر الأجيال والعصور المتعاقبة ورمزا لتقاليدها الأصيلة وتاريخها العريق.
يتسم الطراز لمعماري في منطقة نجران بتنوعه حيث يعد الحجر والطين والأخشاب أهم مقوماته. تتم عملية البناء بوضع الأساس المسمى (وثر) وهو من الحجارة والطين، ثم يبدأ بوضع المدماك الأول وبعد الانتهاء منه يترك لمدة يوم حتى يجف وذلك في الصيف أما في الشتاء فيترك يومين أو ثلاثة، ثم يقام المدماك الثاني وهكذا حتى يتم البناء، وبعد الانتهاء من البناء تتم عملية (الصماخ) وهو لياسة السقف من أسفل بالطين. والسقف عبارة عن خشب من جذوع وسعف النخيل وأشجار الأثل أو السدر وبعد خمسة عشر يوماً يتم البدء بعمل (القضاض) وهي الجير الأبيض ثم تتم عملية التعسيف وهي عملية الدرج والتلييس بالطين وبذلك يكون العمل قد انتهى. وهناك إضافات يتم وضعها إما لجمال المبنى أو لحمايته أو لحفظه.
تقام في بعض الغرف ما يسمى بالدكة وهي خاصة لكبار السن ويوضع في جدار الغرف ما يسمى بالكوة وهي لوضع الكتب أو المصباح ويعمل في طرف الغرفة ما يسمى بالصفيف لوضع الأكل فوقه ولحماية البيت من الملوحة الأرضية والمياه ويوضع ما يسمى بالحذوة وهي من الحجارة والطين تقام على المدماكين السفليين من الخارج.
ويسمى بيت الطين بنجران (درب) ومن أبرزها قصر الإمارة التاريخي الذي يعد نموذجاً فريداً للعمارة التقليدية بالمنطقة حيث استخدم قديما مقراً للإمارة وبعض الإدارات الحكومية الأخرى والمبنى على شكل قلعة ذات أسوار عالية أقيمت في أركانه الأربعة أبراجا دائرية للمراقبة ويضم حوالي ستين غرفة وبئراً قديمة مطوية بالحجارة ومسجد.
إنها أشكال هندسية تدل على ما كان يتمتع به أهالي المنطقة السابقين من حس فني رائع تجلى في هذه التحف العمرانية التي صمدت ولازالت صامدة على مر السنين.
تضم منطقة نجران أكثر من 230 تراثا عمرانيا تشمل قصر العان الذي شُيِّدَ على قمة أحد الجبال ويعد من العمارة التقليدية المشيدة من الطوب (اللبن والطين) وكذلك قصر سعدان قلعة رعوم وقصر ال سدران (لعلها: آل سدران أو السدران) الأثري كما يوجد العديد من نماذج العمارة التقليدية في الحضن ودحضة والشبهان وصاغر والقابل والمشكاة والمخلاف والموفجة.

### الأكلات الشعبية

الرقش

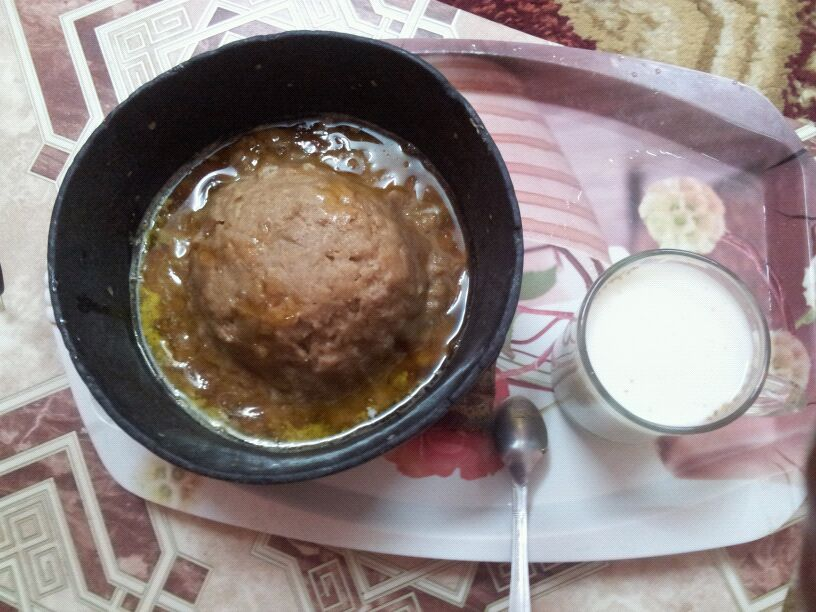
محض وسمن من المطبخ النجراني.

مرضوفة

لأهالي منطقة نجران أكلات شعبية، منها ما تتشابه به مع المناطق الأخرى، ومنها ماهو خاص بالمنطقة حيث لا تزال الأسرة النجرانية متمسكة بعاداتها وتقاليدها الأصيلة، وسيرى الزائر للمنطقة عندما يحل ضيفا على أحد أبناء المنطقة ما تشتهيه الأنفس من تلك الأطعمة التراثية بما تحتويه من نكهة خاصة لايعرفها إلا من تذوقها، ومنها:
* المرضوفة
المرضوفة تصنع من البُر الخالص، ويوضع في منتصفها حفرة يصب فيه من سمن البقر أو الغنم البلدي، وبعد ذلك تسخن حجر أملس حتى يحمر ثم يوضع في الطحين ومباشرة يوضع على السمن وهذه من وجبات الإفطار المفضلة في منطقة نجران.
* الوفد:
وهو من البُر (القمح) حيث يوضع بعض خبزه في إناء ثم يضغط بواسطة اليد حتى يصبح كالكرة، ثم يوضع في آنية من الخوص تسمى مطرح، ويقدم ومعه إناء به مرق، وهو شائع الانتشار في الكثير من المناسبات، وتسمى الأكلة بمجملها (وفد ومرق).
* البُر والسمن:
عمل البُر كطريقة عمل الوفد ثم يوضع في إناء، ويفتح في وسطه فتحة يصب فيها السمن، قد يُضاف العسل وأحياناً الرُّب (الدبس) ويقدم كوجبة إفطار.
* الرقش:
وهو من البُر يوضع خبزه في إناء ثم يصب فوقه المرق ويقدم، وهو من الأكلات المشهورة حتى وقتنا الحاضر.
* الحميسة:
يقطع اللحم قطعا صغيرة ويطبخ، ثم يترك حتى يجف، ويضاف إليه الملح ثم يخزن، ويؤخذ منه كل وجبة قدر الحاجة، وفي وقتنا الحالي أصبح الاعتماد عليها أثناء عيد الأضحى المبارك.
بالإضافة إلى العديد من الأكلات الشعبية المنتشرة التي لازالت تتزين بها السفرة النجرانية، منها الفيد واللكية والربيكة والرب.

### الفنون الشعبية
تعكس الفنون الشعبية ذوق وعادات وتقاليد المجتمعات، وتتنوع هذه الفنون، ويختلف أداؤها ومسمياتها في نجران، حيث يعتمد بعض هذه الفنون على اللحن فقط، بينما يعتمد بعضها الآخر على اللحن والإيقاع، وتؤدى في مناسبات عديدة، ومنها الزواج، والختان، والأعياد، وغير ذلك، ومن أبرزها:
الزامل
أحد الفنون الشعبية التي تؤدى في جميع المناسبات بحيث لا تقتصر على الأفراح، وإنما تشمل مناسبات التوسط في حل الخلافات التي تنشا بين القبائل أو الأفراد وما شابهها، ويؤدى هذا اللون دون استخدام الإيقاعات عندما تقوم مجموعة من الناس فور وصولها إلى مكان المناسبة بترديد بيتين من الشعر يحملان في معناهما تفسيرا لسبب قدومها من خلال لحن معين، في حين يتم استقبال الوافدين من قبل مجموعة أخرى تقوم
بترديد بيتين أيضا من الشعر بنفس اللحن ترد على الوافدين، وعادة تحمل الأبيات في معناها الترحيب أو الاستعداد لتحقيق طلب المجموعة الوافدة عندما تتعلق المناسبة بحل خلاف، وربما يكتفى بالترحيب دون الرد بأبيات شعرية، وتكمن أهمية هذا اللون في كونه يعد البداية لأي مناسبة أيا كان نوعها.
الرزفة
وهي لون يؤدى أيضا دون إيقاعات بواسطة مجموعة من الناس تنقسم إلى صفين، يتناوبان على ترديد أبيات من الشعر، بينما يتحرك كل صف بشكل راقص في اتجاه الصف الآخر تارة، وإلى الخلف تارة أخرى، حيث يتخلل ذلك رقصات في الوسط لشخصين من وقت إلى أخر.
المرافع أو لعبة الطبول
يعد هذا اللون من أكثر الألوان شعبية في المنطقة، ويجمع بين اللحن والإيقاع، ويؤدى بواسطة مجموعة من الناس يقومون بالرقص بنفس أسلوب الرزفة، مع ترديد الأبيات الشعرية بألحان مختلفة، وإيقاعات عديدة راقصة بواسطة الطيران والطبول.
والمثلوثه
يعد هذا اللوت من أكثر الوان شعبيه في شمال الغربي المنطقة

### الأسواق الشعبية

السفير الفرنسي برتران بزانسنو لدى زيارته لسوق الجنابي برفقة المدير التنفيذي لفرع السياحة والآثار بمنطقة نجران صالح آل مريح

تشتهر نجران بأسواقها الشعبية التي تضم كافة السلع والمنتجات الأثرية والتراثية ومن هذه الأسواق:
السوق الشعبي (الأدوات الشعبية والفخارية):
سوق متخصص ببيع المنتجات التقليدية والشعبية التي تشتهر بها منطقة نجران، يقع بالقرب من قصر الإمارة التاريخي، وهو عبارة عن محلات تجارية، ويتألف من مباني من الإسمنت المسلح شيد السوق على أرض مساحتها نحو4000 م2.
سوق الجنابي:
وهو سوق مبني بالمواد الأسمنتية، وسقوفه من المواد المسبقة الصنع كالحديد ونحوه. ويعد السوق الوحيد في المنطقة المتخصص لبيع الخناجر المصنوعة محلياً.
سوق النساء:
سوق تقليدي قديم مغطى بألواح الزنك مخصص لبيع المنتجات النسائية، ومن هنا اكتسب هذه التسمية، ويتميز بكونه السوق الوحيد المخصص ببيع المنتجات النسائية في المنطقة.

### الصناعات الحرفية التقليدية
الصناعات الفخارية:
لا تزال صناعة العديد من الأواني الفخارية في نجران رائجة حتى الوقت الحاضر ومن اشهرها:
- البرمة: قدر للطبخ.
- التنور: فرن للخبز.
- الزير: وعاء لتبريد وحفظ الماء.
- المدهن: وعاء لتقديم الأكل.
- الجمنة: وعاء لإعداد القهوة

صناعة الحجر الصابوني:
ويعد المدهن من أهم مصنوعات الحجر الصابوني، ولا يزال يستخدم على نطاق واسع من قبل أهالي نجران حتى الآن، حيث تختلف أشكاله وأحجامه وإستخداماته وزخارفه المختلفة .
الصناعات الخشبية:
ولا يزال الكثير من هذه المصنوعات تستخدم في نجران حتى الآن، وتشمل الأقداح، والمكاييل، والصحاف، والصناديق، والسرر، وغيرها، والتي يتم تزيين العديد منها بالزخارف الهندسية، والكتابات، والقطع المعدنية.
صناعة الخناجر والجنابي:
تمثل صناعة الخناجر أبرز الصناعات التي لا تزال قائمة في نجران، وذلك لما تمثله الخناجر لدى أهالي المنطقة من أهمية بصفتها زيا تقليديا يحظى باهتمام كبير .
ولذلك لا تزال صناعة الخنجر من أبرز الصناعات التقليدية القائمة في نجران، ويصنع الخنجر من الحديد بمقبض يصنع من قرون بعض الحيوانات، ويحلى بقطع فضية أو ذهبية، في حين يصنع الغمد من الخشب المغطى بالجلد أو بصفائح من الفضة، وأحيانا بهما معا، ويثبت الغمدفي حزام من الجلد، وحاليا يوجد في نجران سوق تختص بصنع وصيانة وبيع وشراء الخناجر، ولا يزال يقوم بوظيفته لخدمة هذه الصناعة.
صناعة الحلي:
تشكل الحلي المصنوعة من الفضة الغالبية العظمى من زينة المرأة في نجران، منها ما يوضع حول العنق على شكل قلائد مثل اللبة واللازم والصمط التي تحتوي على أهداب بأشكال مختلفة حسب ذوق الصانع، وتطلى بالذهب أحيانا، أو تطعم بفصوص بعض الأحجار الكريمة، ومنها مايوضع على الرأس مثل الدنعة والحلق، بينما تتدلى الخرصان بجوار الآذان، كما تحلى الأيدي بالحداود والمطال التي تصنع على شكل أساور تحيط بالمعصم، في حين تحلى الأصابع بالخواتم، والأرجل بالخلاخل التي تحتوي أحيانا على أهداب تحدث رنينا في أثناء الحركة، كما يتم أيضا ارتداء الحزام حول الخصر. والفضة هي المادة الرئيسية لصنع معظم هذه الحلي .
صناعة النسيج والحياكة:
ومع أن صناعة النسيج قد تراجعت كثيرا في منطقة نجران عما كانت عليه في صدر الإسلام فإن المنطقة لا زالت تنتج أنواعا من المفروشات، والأدوات، وبيوت الشعر، ويشيع استعمالها في بادية المنطقة، في حين يقتصر استعمالها في الحواضر نموذجا لتراث المنطقة العريق، وتزين المصنوعات الصوفية المعاصرة بزخارف متعارف عليه، ومنها:
(الصبر، والحامي، والحاجب، ونترة صغيرة، ونترة كبيرة، وبتحة، وفرخ، وغيرها).
ومن المنسوجات الصوفية التي ما زالت قائمة:
- المجرة: فراش صغير.
- رداعة: فراش صغير.
- الهدر: فراش طويل وعريض.
- بساط: وغالبا ما يكون أسود.
- الساحة: فراش.
- الخرج: حاوية لحمل الأمتعة على ظهور الدواب.
- البطانة: لتبطين بيوت الشعر.
- العذر: للجمال.
- قلائد: للخيول.

وهذه تصنع من الصوف بأنواعه وشعر الماعز والوبر .
صناعة الجلود:
تبرز الصناعة الجلدية في منطقة نجران أحد الجوانب الفنية التي مارسها سكانها منذ عصورها القديمة، وقد استخدمت جلود البقر والجمال والغنم والماعز بعد دباغتها وتجهيزها ، ومن أبرز الصناعات الجلدية التي لا تزال قائمة حتى الآن:
- الميزب: أداة تستعمل لحمل الطفل الرضيع، وتحمل على الكتف عند الحاجة، وتتم صناعتها بأساليب مختلفة، كما أنها مزودة بزخارف جميلة.
- المسبت: وهو حزام من الجلد يحيط بالخصر، ويتفرع من الخلف إلى جزأين يوضعان على الكتفين،
- الزمالة: وهي حاوية كبيرة تستعمل لحفظ الأشياء الخاصة.
- المسب: جراب لحمل الغذاء، ويحمل على الكتف بواسطة سير من الجلد.
- العصم: جراب من الجلد صغير الحجم، له فتحة تقفل بسير من الجلد.
- القطف: جراب أصغر من العصم، وتحفظ به القهوة.

## الخدمات

### التعليم
تتمتع نجران بصروح تعليمية ومهنية مثل
- جامعة نجران وتضم جميع التخصصات.
- الكلية التقنية
- كلية المجتمع
- الكلية الصحية للبنات
- المعهد المهني
- أكاديمية نجران للعلوم الصحية
- معهد المهارات للحاسب الآلي
- كليه الغد الاهليه للعلوم الطبية

والعديد من المعاهد الخاصة مثل معهد الخليج للتدريب نيوهرايزن، المعهد السعودي الأمريكي، معهد البشر، معهداللغات التربوي
ويبلغ عدد المدارس للبنين في منطقة نجران حوالي 300 مدرسة للبنين و370 مدرسة للبنات في المنطقة.ويوجد بالمنطقة 90 برنامج لتدريس ذوي الاحتياجات الخاصة في أغلب الفئات للبنين والبنات بالإضافة لمركز لخدمات التربية الخاصة بالمنطقة للبنين والبنات أيضا.

### الرعاية الصحية
يتلقى سكان المنطقة الرعاية الصحية من عدة مستشفيات كبرى، وعشرات المستوصفات والمراكز الصحية.
ومن أهم المستشفيات:
- مستشفي الملك خالد (265 سريراً).
- مستشفي نجران العام (175 سريراً).
- مستشفي شرورة العام (100 سرير).
- مستشفى الولادة والأطفال (200 سرير)
- مستشفى القوات المسلحة بنجران (130 سريراً).
- مستشفى حبونا العام (180 سريراً)

وهناك 60 مركزاً للإسعافات الأولية، و6 نقاط صحية وفرع لجمعية الهلال الأحمر، ومستوصف لمنسوبي الأمن الداخلي، وآخر لمنسوبي الحرس الوطني. وعدد من الوحدات الصحية المدرسية وكما يوجد ما يقارب عشرة مستوصفات خاصة.

## المواصلات

### الطرق البرية
تتصل نجران بما حولها عبر شبكة من الطرق المستقلة، التي يتصل بعضها مباشرة بالشبكة العامة للطرق في المملكة، ومن أهمها :
- طريق الفيصلية ـ نجران القديمة، 7 كيلو مترات.
- طريق المطار - الفيصلية، 22 كيلو متراً.
- طريق شرورة ـ الوديعة ـ نجران، 370 كيلو متراً.
- طريق نجران - السليل ،370 كيلو متراً.
- الطريق الدائري 30 كيلو متراً.
- طريق نجران - ظهران الجنوب 112 كيلو متراً.

وهناك ما يقارب 600 كيلو من الطرق الفرعية، والتي تربط مدينة نجران بالمدن والقرى التي حولها.

### مطار نجران
كما يوجد مطار اقليمي يبعد 30 كيلو متراً عن قلب المدينة، وهو يخدم جميع القرى والمحافظات التابعة لمنطقة نجران. وبدأت شركتي طيران العربية والمصرية تسيير رحلات دولية إلى المطار حيث ان أول رحلة لطيران العربية لمطار نجران كانت في 17 ديسمبر 2013 وأول رحلة لطيران مصر في 29 من الشهر نفسة.

## البنوك والمصارف
| - بنك ساب. - بنك الرياض. - البنك العربي الوطني. | - البنك السعودي للاستثمار . - البنك الأهلي السعودي. - البنك السعودي الفرنسي. | - بنك الجزيرة. - بنك البلاد. - بنك الراجحي. | - مؤسسة الراجحي المصرفية. - بنك الإنماء. - شركة بن يعلا للصرافة. |

بالإضافة لبعض مصارف الحوالات الدولية وصرف العملات.

## الفنادق والشقق
- - - فندق حياة نجران فندق كراون نجران - فندق صحاري - فندق نجران - فندق رمادا - فندق سنوب - فندق لمسات - فندق نوفتيل والعديد من الشقق المفروشة
فندق الأخدود فندق هابي دي أن فندق هوليدي إن شقق قصر الدوحة

## الرياضة
تولي الرئاسة العامة لرعاية الشباب اهتماماً واسعاً بشباب منطقة نجران، حيث تأسست في المنطقة عام 1400 هـ برئاسة الأستاذ عوض بن عبد الله الشهراني المؤسس الحقيقي لرياضة نجران للإشراف على النشاطات الرياضية والاجتماعية التي تمارس عبر الأندية التالية:
- نادي الأخدود تأسس عام 1396 هـ
- نادي شرورة تأسس عام 1396 هـ
- نادي نجران تأسس عام 1401 هـ
- نادي حبونا تأسس عام 1436 هـ

والعديد من المراكز الرياضية مثل (مركز الخالدية الرياضي - عالم البولينج - مركز الأمير مشعل الرياضي ـ ونادي بودي ماسترز -ونادي وقت اللياقة-ونادي وادي اللياقة ـ مركز أبا السعود الرياضي) والعديد من الصالات الرياضية الصغيرة الأخرى.

## الآثار والمعالم السياحية

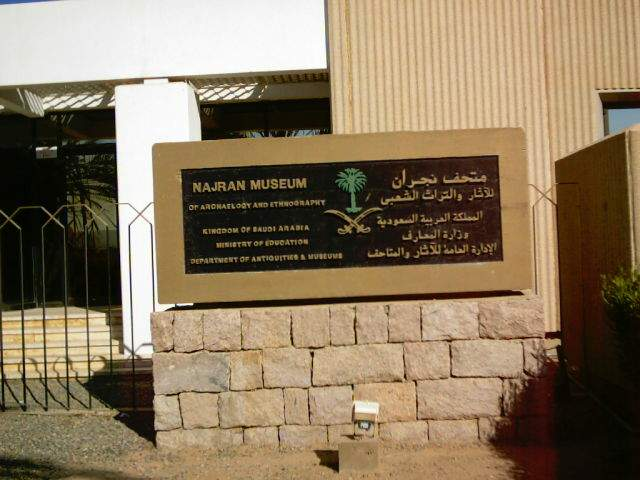
مدخل متحف نجران

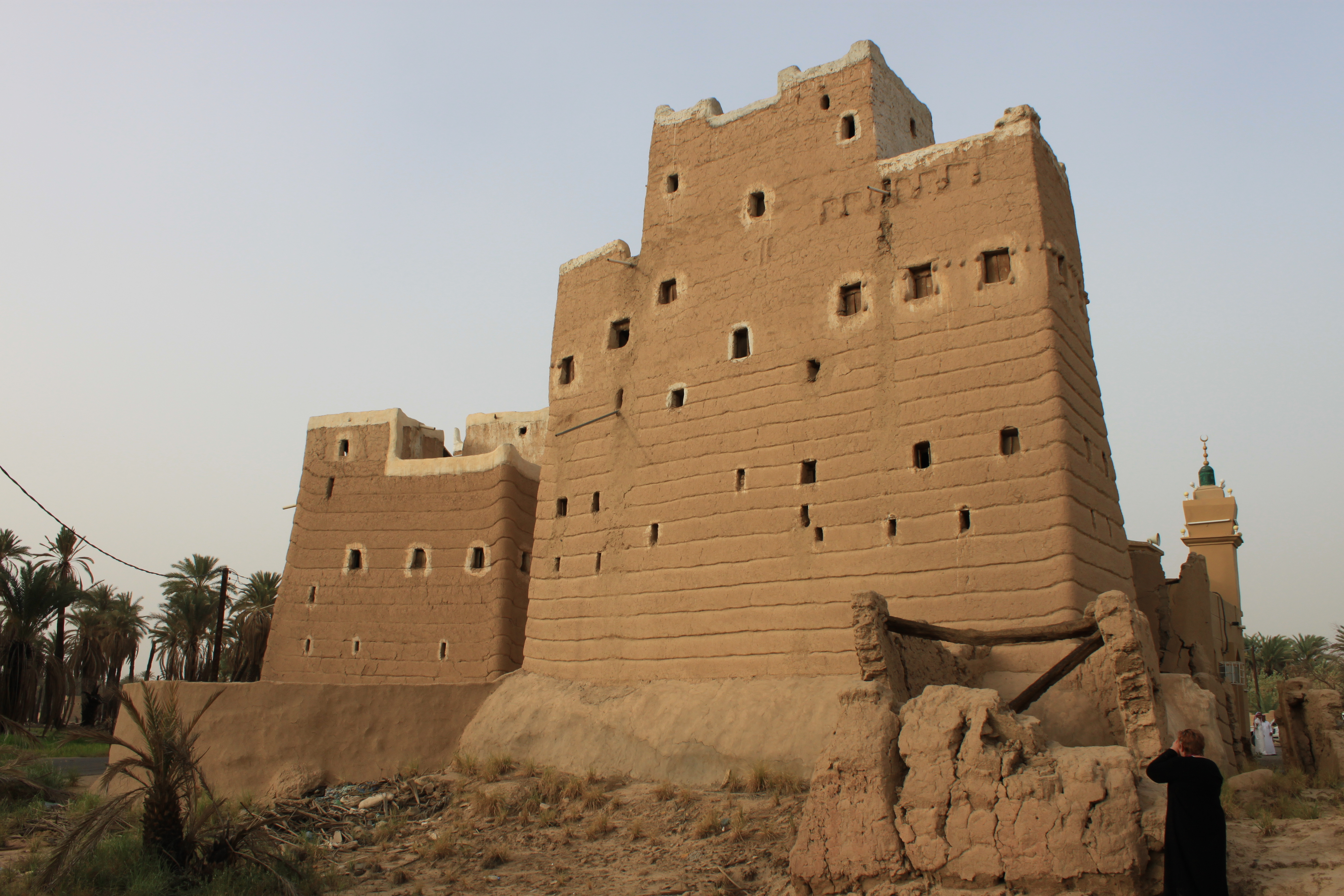
بيوت تراثية قديمة عملت من الطين

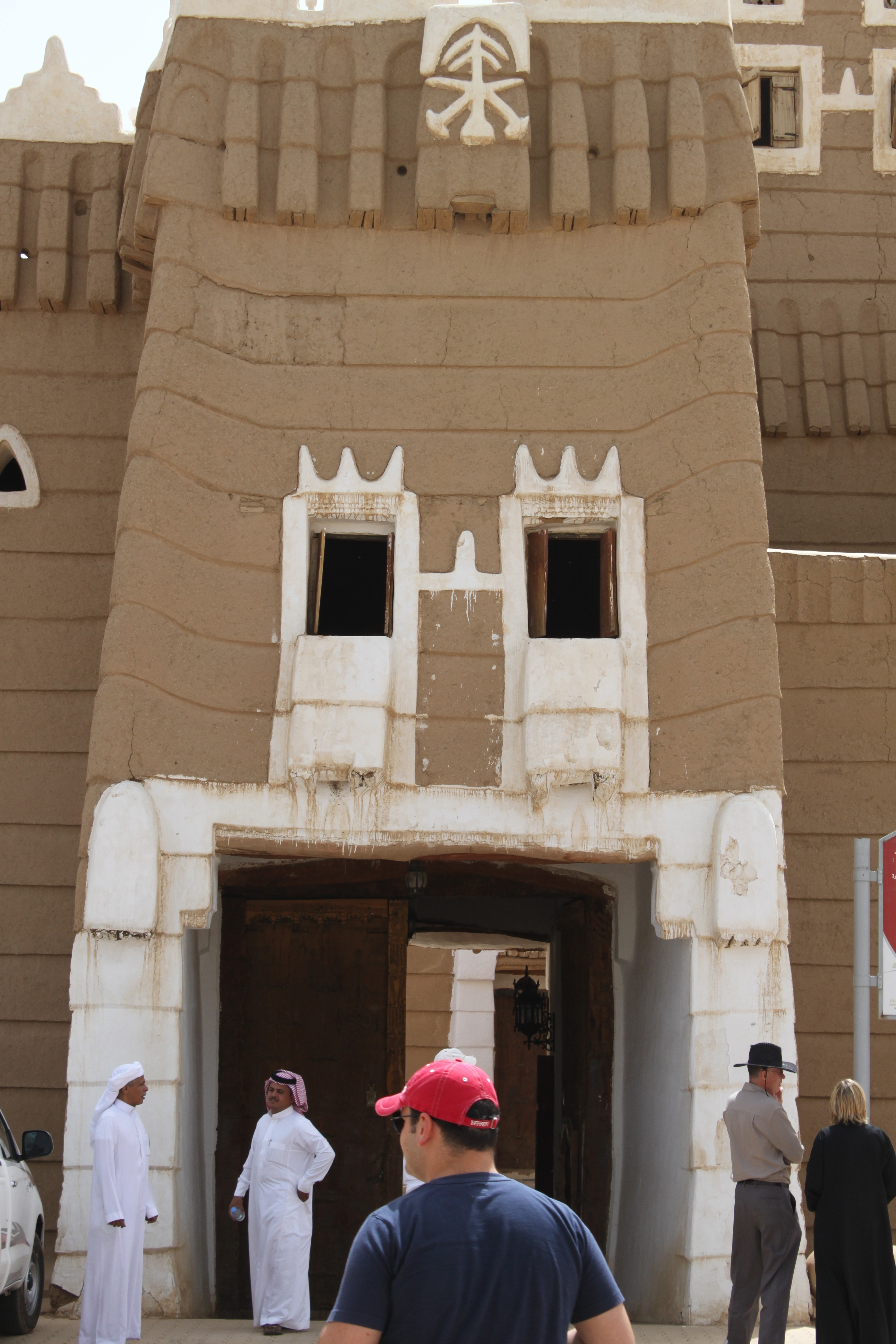
مدخل قصر الإمارة التاريخي

تعتبر منطقة نجران من المناطق التي تظم الأثار والمعالم السياحية الهامة والتي كانت نتاج حقب زمنية متفواتة ولذلك اولت الهيئة العامة للسياحة والآثار بالمملكة العربية السعودية أهمية كبيرة للمنطقة وذلك بتشجيع السياحة من خلال أحياء المهرجانات السياحية وترتيب رحلات دورية لمجموعات سياحية من خارج وداخل المملكة لتعريفهم بالمنطقة وأثارها، ومن أهم أثار السياحية والمعالم الحضارية في منطقة نجران:
- مدينة الأخدود الأثرية.
- آبار حمى.
- قصر المكرمي (سعدان) التاريخي.
- قصور ال منجم
- متحف نجران للأثار والتراث الشعبي.
- قصر الأمارة التاريخي.
- عشة ومخيم الملك سعود.
- غار الملك سعود.
- منتزه الملك فهد (غابة سقام).
- محمية الأمير سلطان (عروق بني معارض).
- حديقة الملك عبد العزيز.
- سد وادي نجران.
- مركز أبحاث البستنة.
- منتزه موعاه.
- حبل العارض.
- حصن نجران.
- وادي الجموم.
- قلعة بدر الجنوب.
- قرن سبط.
- وادي حبونا.
- قرية صاغر.
- جبل صيدح.
- جبل رعوم.
- بيوت العان الأثرية.
- السوق الشعبي للحرف اليدوية.
- وادي الكوكب.
- ميدان الفروسية.
- قرية الجام.[32]
- قصر ال سدران